# Natalia Guadalupe Brussa
Natalia Guadalupe Brussa (ur. 13 lutego 1985 roku w Santa Fe) – włoska siatkarka, pochodzenia argentyńskiego grająca na pozycji atakującej. W sezonie 2013/2014 była zawodniczką Tauronu MKS Dąbrowa Górnicza. Od sezonu 2016/2017 występuje w drużynie Il Bisonte Firenze.

## Sukcesy klubowe
Puchar CEV:
- 2008

Mistrzostwo Włoch:
- 2008, 2009

Superpuchar Włoch:
- 2008, 2014

Puchar Włoch:
- 2009

Superpuchar Polski:
- 2013